# Ратнасамбхава

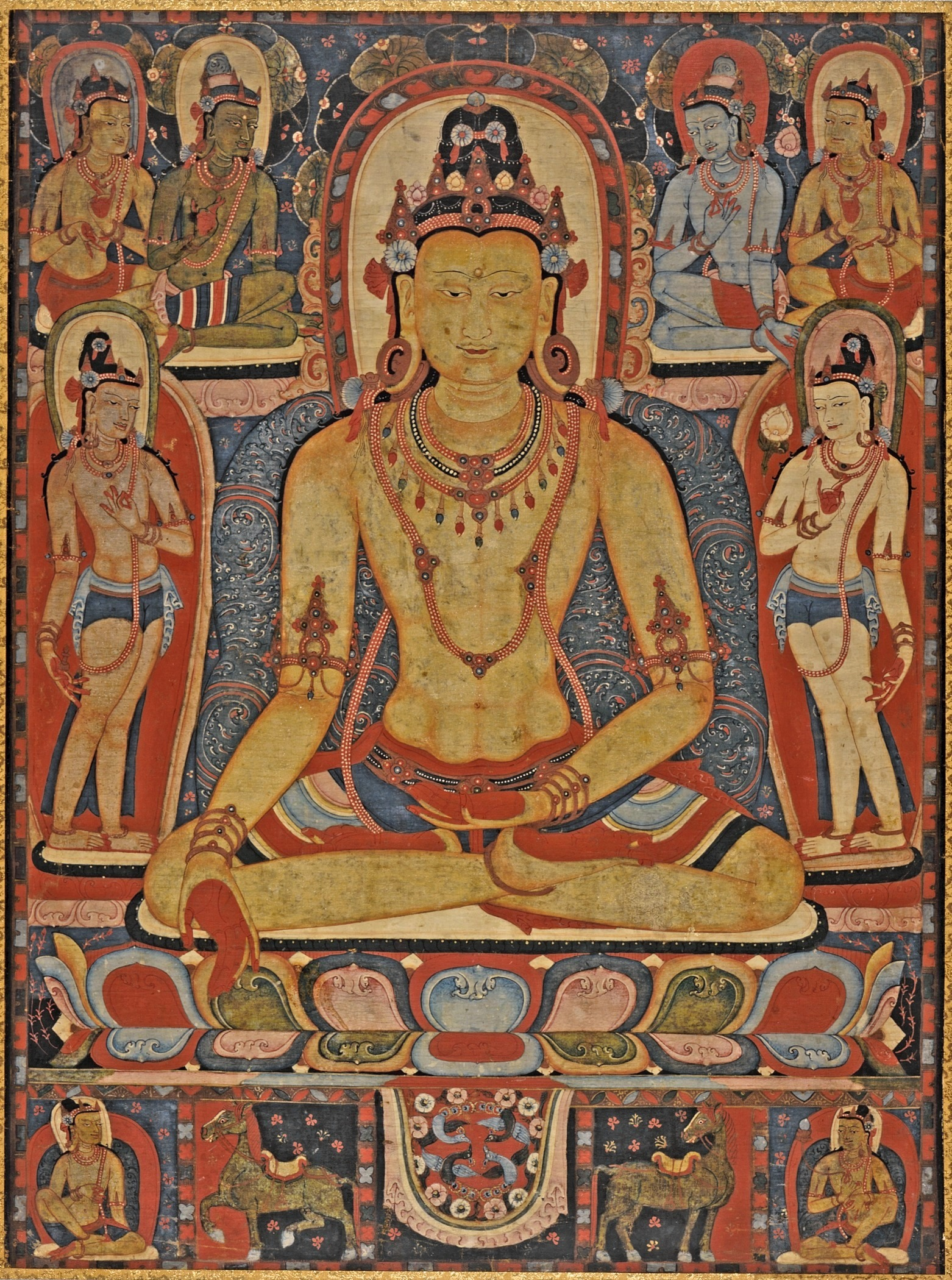
Ратнасамбхава

Ратнасамбхава — один з п'яти Дх'яни-Будд в буддизмі Ваджраяни, що є маніфестацією початкового Аді-будди.
Ці п'ять будд відповідають п'яти усвідомленим аспектам реальності і п'яти скандхам.
Шкіра жовтого кольору. Зображується на півдні. Відповідає парамиті давання, консорт — Мамакі.
Сімейство Коштовності (Ратна)

## Характеристики
Ратнасабхава асоціюється зі скандхою почуття чи відчуття та її взаємозв'язком зі свідомістю. Його діяльність у просуванні буддизму — збагачення та збільшення знань про Дхарму. Ратнасамбхава асоціюється із символом коштовності, що відповідає його сім'ї (Ратна або коштовність). У творах мистецтва він показаний з мудрою дарування.
Зазвичай він забарвлений в жовтий або золотий кольори. Він асоціюється зі стихією Земля, небесна чверть півдня і пора Весни. Його кардинальний напрямок — Південь. Його поле Будди відоме як Шримат (Śrimat).
У «Бардо Тхедол» його зображують у союзі з Мамакі, його доповнюють чоловіки бодхісатви Акашагарбха і Самантабхадра, а також жінки-бодхісатви Мала і Дхупа.
У Тибеті Вайшравана, також відомий як Джамбхала і Кубера, вважається мирським дхармапалою і часто зображується як учасник свити Ратнасамбхави.
Його гнівним виявом є Цар мудрості Гундарі.